# Antypater z Miletu
Antypater (gr. Αντίπατρος) – starożytny grecki atleta pochodzący z Miletu, olimpijczyk.
Podczas igrzysk olimpijskich w 388 roku p.n.e. odniósł zwycięstwo w zawodach bokserskich chłopców. Po zwycięstwie delegacja tyrana Syrakuz Dionizjosa I próbowała w drodze przekupstwa nakłonić Antypatra do ogłoszenia się obywatelem ich miasta, ten jednak stanowczo propozycję odrzucił. Był pierwszym zawodnikiem pochodzącym z Jonii, który wystawił w Olimpii posąg wotywny.